# Pokémon: Az első film – Mewtwo visszavág
A Pokémon az első film – Mewtwo visszavág (劇場版ポケットモンスター ミュウツーの逆襲) 1998-ban bemutatott japán animációs akciófilm, amely a Pokémon című sorozatból készült első film. A forgatókönyvet Sudó Takesi írta, Michael Haigney és Jujama Kunohiko rendezte, a zenéjét Manny Corrallo és Ralph Shuckett szerezte, a producer Norman J. Grossfeld, Igarasi Tomojuki és Mori Takemoto. Az OLM, Inc. készítette, a Toho forgalmazta.
Japánban 1998. július 18-án, Magyarországon 2000. november 9-én mutatták be a mozikban.

## Cselekmény
Ez a történet a valaha élt legerősebb pokémonról szól. Előzmények a Mewtwo eredete c. kisfilmben.
Mikor Mewtwo feléled a klónozásból, rádöbben, hogy az emberek nem látnak benne mást, mint egy kísérleti alanyt. Szörnyen dühös lesz és lerombolja a laboratóriumot. Mikor végzett a pusztítással, elcsodálkozik saját erején. Ő a világ legerősebb Pokémonja. Még Mewnál is erősebb. Ekkor egy helikopter landol a szigeten, és Giovanni, a Rakéta csapat főnöke száll ki belőle. Meggyőzi Mewtwo-t, hogy legyenek „partnerek” és Mewtwo attól kezdve szolgálja őt.
Mikor rájön, hogy átverte és kihasználta őt Giovanni, visszatér a szigetre, és  újjáépíti a laboratóriumot. Elhatározza, hogy ő lesz a világ ura és megteremt egy olyan fajt, ami erősebb a többinél; a Pokémon-klónokat.  Egy csapat tanítót a szigetére csal, hogy klónozza a pokémonjaikat. Eközben pusztító vihart kavar, hogy eltörölje a föld színéről az embereket. De ekkor megjelenik Mew. Ádáz harc kezdődik, hogy eldőljön: a klónok, vagy az eredeti pokemonok a jobbak. Az ifjú Pokémon tanító, Ash Ketchum a harcolók közé veti magát, hogy véget vessen a csatának. Mew és Mewtwo támadása egyszerre találja el őt. Kővé dermed, és a Pokémonok abbahagyják a harcot. Minden Pokémon sírni kezd, és a legendás Pokémon-könnyek újra élesztik Asht. Mewtwo látta, hogy az ember képes volt barátaiért feláldozni magát, ezért a Pokémon-klónokkal együtt elbujdosott, hogy ne zavarja meg a természet rendjét. Ash és barátai emlékezetéből kitörölte a történteket, és egy olyan helyre költözött, ahol a szíve megtanulhatja azt, amit az emberek és a Pokémonok már tudnak.
A film folytatása, a Mewtwo visszatér.

## Szereplők
| Karakter    | Japán hangja       | Angol hangja        | Magyar hangja       |
| ----------- | ------------------ | ------------------- | ------------------- |
| Mesélő      | Isizuka Unsó       | Ken Gates           | Tarján Péter        |
| Ash Ketchum | Macumoto Rika      | Veronica Taylor     | Szvetlov Balázs     |
| Misty       | Iizuka Majumi      | Rachael Lillis      | Dudás Eszter        |
| Brock       | Ueda Yuji          | Eric Stuart         | Sótonyi Gábor       |
| Jessie      | Hajasibara Megumi  | Rachael Lillis      | Kiss Erika          |
| James       | Miki Shin-ichiro   | Eric Stuart         | Tóth Tamás          |
| Meowth      | Inuyama Inuko      | Madeleine Blaustein | Minárovits Péter    |
| Mewtwo      | Ichimura Masachika | Philip Bartlett     | Kaszás Attila       |
| Neesha      | Sato Aiko          | Lisa Ortiz          | Balogh Anna         |
| Fergus      | Takagi Vataru      | Jimmy Zoppi         | Kálloy Molnár Péter |
| Joy nővér   | Shiraishi Ayako    | Amy Birnbaum        | Szénási Kata        |
| Giovanni    | Suzuoki Hirotaka   | Ted Lewis           | Galbenisz Tomasz    |

## Kritikák
Az IMDb-n 5,9/10-es pontszámot kapott 30661 felhasználótól.

## Fordítás
Ez a szócikk részben vagy egészben  a   Pokémon: The First Movie című angol Wikipédia-szócikk fordításán alapul.  Az eredeti cikk szerkesztőit annak laptörténete sorolja fel. Ez a jelzés csupán a megfogalmazás eredetét és a szerzői jogokat jelzi, nem szolgál a cikkben szereplő információk forrásmegjelöléseként.